# STS-110
STS-110 (Space Transportation System-110) var Atlantis 25. rumfærge-mission.
Opsendt 8. april 2002 og vendte tilbage den 19. april 2002.
Rumfærgen lagde til ved Den Internationale Rumstation, fire rumvandringer blev udført i løbet af missionen, der varede i næsten 11 døgn.
Med som last til Den Internationale Rumstation var segmentet S0, der blev hægtet på rumstationens Destiny Laboratory-modul.

## Besætning
- Michael Bloomfield (kaptajn)
- Stephen Frick (pilot)
- Jerry Ross (missionsspecialist)
- Steven Smith (missionsspecialist)
- Ellen Ochoa (missionsspecialist)
- Lee Morin (missionsspecialist)
- Rex Walheim (missionsspecialist)

## Missionen
- Atlantis motorer under opsendelsen.
- S0 segmentet flyttes ud af rumfærgens lastrum.
- Rumstationen som den så ud efter missionen i 2002.

Hovedartikler: